# بخش تانوم
بخش تانوم (به سوئدی: Tanums kommun) یک ناحیه شهرداری در سوئد است که در شهرستان وسترا گوتلاند واقع شده‌است.

## خواهرخوانده
شهرهای Årslev Municipality, Merimasku و کاپو دی پونته خواهرخوانده‌های بخش تانوم هستند.